# Mosquée Putra
La mosquée Putra (malais : Masjid Putra ; jawi : مسجد ڤوترا) est la mosquée centrale de Putrajaya en Malaisie.

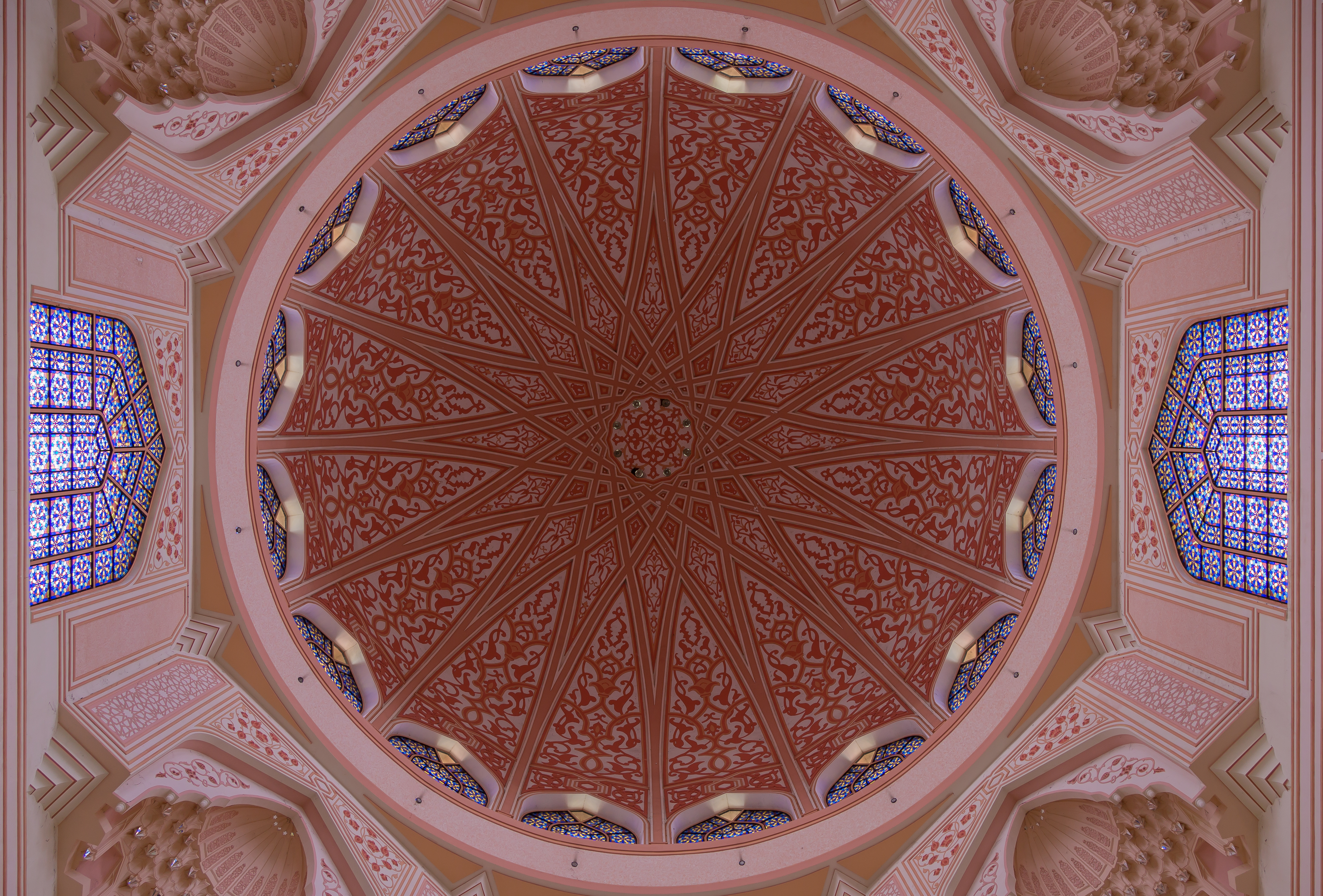
Vue intérieure du dôme.

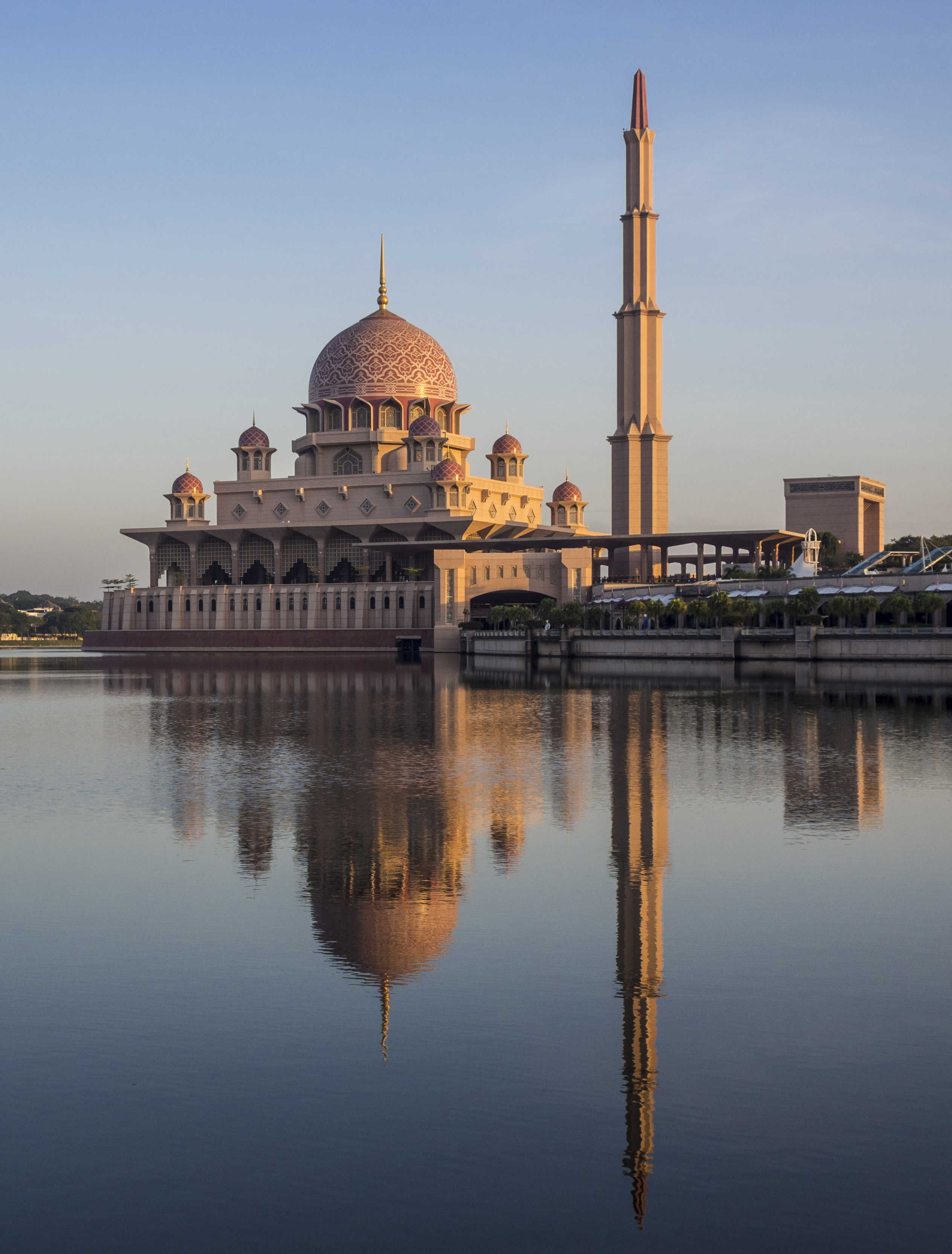
La mosquée Putra se reflétant dans l'eau.

Construite de 1997 à 1999, elle est située à côté du lac Putrajaya et du Perdana Putra, qui abrite les bureaux du Premier ministre. Devant la mosquée se trouvent des porte-drapeaux des différents États de la Malaisie.
L'édifice, construit en granit rose et surmonté d'un dôme atteignant les 50 m de haut, est composé de trois zones : la salle de prière, le sahn, ainsi que plusieurs pièces destinées à l'enseignement et locaux de fonction. La mosquée peut accueillir jusqu'à 15 000 fidèles. Le minaret de 116 m de haut est un des plus hauts du monde.
La construction de la mosquée a coûté 250 millions de ringgits, soit 80 millions de dollars américains.
La mosquée Putra se trouve à 2,2 km au nord de la mosquée Tuanku Mizan Zainal Abidin.